# Erin Moriarty
Erin Moriarty (Nova York, 24 de juny de 1994) és una actriu estatunidenca. És coneguda principalment per haver tingut papers recurrents a les sèries de televisió One Life to Live i True Detective, així com a Red Widow i Jessica Jones. També ha tingut petits papers en diverses pel·lícules.

## Biografia
Moriarty va néixer i créixer a Nova York. Després de graduar-se a l'institut, va preferir dedicar-se a la interpretació en lloc d'anar a la universitat.
Un dels primers papers que va aconseguir va ser la del personatge central en un triangle amorós amb els personatges interpretats pels actors Nick Robinson i Gabriel Basso a The Kings of Summer; a The Watch va interpretar la filla de Vince Vaughn. També va participar en Red Widow. Va tenir un paper recurrent en la primera temporada de True Detective, on interpretava Audrey Hart, la filla problemàtica del personatge interpretat per Woody Harrelson. També va aparèixer a la pel·lícula Blood Father, un llargmetratge protagonitzat per Mel Gibson. El seu paper com a filla de Gibson va rebre molt bones crítiques, com ara la de Manohla Dargis del The New York Times, Alonso Duralde de TheWrap, o Owen Gleiberman de Variety, tot i que Ignatiy Vishnevetsky de The A.V. Club va considerar que havia estat poc convincent i Allen Salkin, del New York Daily News, va opinar que havia estat superada per les interpretacions de Gibson i William H. Macy.
El setembre de 2014, Erin Moriarty va ser nomenada una de les millors actors i actrius menors de vint anys per IndieWire. A Capità fantàstic, interpreta l'interès amorós del personatge interpretat per George MacKay. En la primera temporada de Jessica Jones, Moriarty interpreta un paper clau com a estudiant universitària amb una vida molt difícil.
El juny de 2016 va ser seleccionada per participar en la pel·lícula de LD Entertainment Live Like Line, juntament amb Danika Yarosh i Helen Hunt.
El desembre de 2017 també va ser seleccionada per participar en la sèrie The Boys, una adaptació d'Amazon Studios del còmic homònim de Garth Ennis i Darick Robertson.

## Filmografia
| Any  | Títol                                  | Paper            | Notes                            |
| ---- | -------------------------------------- | ---------------- | -------------------------------- |
| 2012 | The Watch                              | Chelsea          |                                  |
| 2013 | The Kings of Summer                    | Kelly            |                                  |
| 2014 | After the Dark                         | Vivian           |                                  |
| 2016 | Blood Father                           | Lydia Link       |                                  |
| 2016 | Capità fantàstic                       | Claire           |                                  |
| 2017 | Within                                 | Hannah Alexander | originalment titulada Crawlspace |
| 2018 | The Extraordinary Journey of the Fakir | Marie Rivière    |                                  |
| 2018 | Driven                                 | Katy Connors     |                                  |

| Any  | Títol                             | Paper            | Notes                       |
| ---- | --------------------------------- | ---------------- | --------------------------- |
| 2010 | One Life to Live                  | Whitney Bennett  | 6 episodes                  |
| 2011 | Law & Order: Special Victims Unit | Dru              | Episodi: "Flight"           |
| 2013 | Red Widow                         | Natalie Walraven | Paper principal; 8 episodis |
| 2014 | True Detective                    | Audrey Hart      | 3 episodis                  |
| 2015 | Jessica Jones                     | Hope Shlottman   | Paper principal; 7 episodis |
| 2019 | The Boys                          | Starlight        | Paper principal             |